# توماس برایان (بازیکن فوتبال انگلیسی)
توماس برایان (انگلیسی: Thomas Bryan؛ زادهٔ تاریخ ورودی نامعتبر است) بازیکن فوتبال است.
از باشگاه‌هایی که در آن بازی کرده‌است می‌توان به باشگاه فوتبال آرسنال اشاره کرد.